# Роузбърг (Орегон)
Роузбърг (на английски: Roseburg) е град в щата Орегон, САЩ. Роузбърг е с население от 22 321 жители (приблизителна оценка от 2017 г.) и обща площ от 24,40 км² (9,40 мили²). Намира се на 161 м (528 фута) надморска височина. Получава статут на град през 1872 г. Окръжен център е на окръг Дъглас.